# 타맘 살람
타맘 사에브 살람 (1945년 5월 13일 ~ , Tammam Saeb Salam)은 레바논의 정치인이다. 2008년-2009년 사이 문화부 장관으로 활동했다. 2013년 4월 6일부터 신 정부 수립을 추진했으며 그는 레바논 내에서도 시리아 난민캠프 설치를 지지하는 수니파 정치인이다.

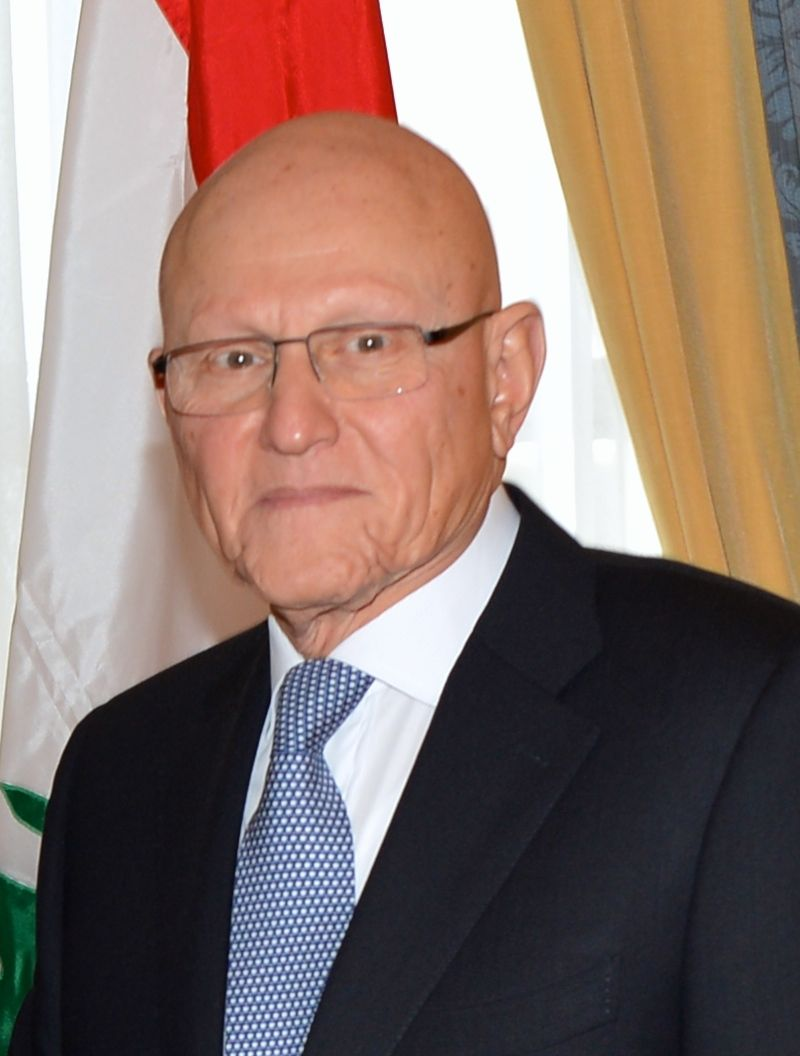
타맘 살람

## 참고 자료
- 위키미디어 공용에 타맘 살람 관련 미디어 분류가 있습니다.